# Sara Arnia
Saara Kaarina Bredefeldt, känd som Sara Arnia, ogift Aariainen (ibland omnämnd som Sara Arnia-Bredefeldt), född 26 juli 1935 i Korpilax i Finland, är en svensk skådespelare.
Hon har under många år varit verksam vid Norrbottensteatern i Luleå.
År 2017 utsågs hon till Årets norrbottning av Norrbottens-Kuriren. Hon utsågs 2021 till filosofie hedersdoktor vid Luleå tekniska universitet.
Arnia var 1958–1965 gift med skådespelaren Gösta Bredefeldt och är farmor till skådespelarna Edvin, Nora och Einar Bredefeldt.

## Filmografi
- 1962 – Daniel Hjorth
- 1963 – Ett ovanligt fall & Trappan
- 1965 – Supé med Arman klockan åtta
- 1968 – Söndagsaffären
- 1968 – Huset vid gränsen
- 1968 – Längta efter kärlek
- 1972 – Nybyggarland (TV-serie) (TV-serie)
- 1982 – Profeten i Pajala
- 1989 – La strada del amore
- 1991 – Den goda viljan (TV-serie)
- 1993 – Kärlekens himmelska helvete
- 1995 – Stora och små män
- 1996 – Jägarna
- 1997 – Vildängel
- 1997 – Svenska hjältar
- 1999 – Lusten till ett liv
- 2002 – Svenska slut (TV-serie)
- 2002 – Grabben i graven bredvid
- 2002 – Elina – Som om jag inte fanns
- 2003 – Min första kärlek (kortfilm)
- 2003 – Jag reder mig nog (kortfilm)
- 2004 – 6 Points
- 2004 – Åter till Malmberget (kortfilm)
- 2004 – Möbelhandlarens dotter (TV-serie)
- 2006 – Hilma (kortfilm)
- 2006 – Frostbiten
- 2007 – Järnets änglar
- 2009 – Elkland
- 2011 – Någon annanstans i Sverige
- 2012 – Isdraken
- 2012 – Vägra dö slö
- 2017 – Rebecka Martinsson (TV-serie)

## Teater

### Roller (ej komplett)
| År   | Roll        | Produktion                                                            | Regi            | Teater             |
| ---- | ----------- | --------------------------------------------------------------------- | --------------- | ------------------ |
| 1972 |             | Herrn går på jakt (Monsieur chasse!) Georges Feydeau                  | Christian Lund  | Norrbottensteatern |
| 1973 |             | Sköt dig själv och skit i andra Lars Molin                            | Christian Lund  | Norrbottensteatern |
| 1974 |             | Huvudsaken är att kämpa väl? Lars Molin                               | Christian Lund  | Norrbottensteatern |
| 1975 | Medverkande | Revyn Lars Molin och Bo Montelius                                     | Christian Lund  | Norrbottensteatern |
| 1976 |             | Den heliga familjen Rudolf Värnlund                                   | Christian Lund  | Norrbottensteatern |
| 1977 |             | Hermelinarna eller drömmen om stålverket Lars Molin och Macke Nilsson | Christian Lund  | Norrbottensteatern |
| 1983 | Linda       | Du sköna nya paradis Katariina Lahti                                  | Katariina Lahti | Norrbottensteatern |
| 1984 |             | Tre systrar (Три сeстры, Tri sestry) Anton Tjechov                    | Göran Nilsson   | Norrbottensteatern |

### Fotnoter
1. ↑  ”Sara Arnia”. Svensk Filmdatabas. http://www.sfi.se/sv/svensk-filmdatabas/Item/?type=PERSON&itemid=68254&ref=%2ftemplates%2fSwedishFilmSearchResult.aspx%3fid%3d1225%26epslanguage%3dsv%26searchword%3dSara+Arni%26type%3dPerson%26match%3dBegin%26page%3d1%26prom%3dFalse. Läst 24 september 2012.
2. 1 2  ”Årets norrbottning: Sara Arnia”. Norrländska Socialdemokraten. 30 december 2017. Arkiverad från originalet den 9 juli 2018. https://web.archive.org/web/20180709110948/http://www.nsd.se/nyheter/arets-norrbottning-sara-arnia-nm4729145.aspx. Läst 9 juli 2018.
3. ↑  ”Luleå tekniska universitets hedersdoktorer 2021 utsedda”. www.ltu.se. 8 oktober 2021. https://www.ltu.se/aktuellt/nyheter/nyhetsarkiv/2021-10-08-lulea-tekniska-universitets-hedersdoktorer-2021-utsedda. Läst 4 december 2021.
4. ↑  Dagens Nyheter 4 augusti 1961 sid.11
5. ↑  Bengt Jahnsson (31 augusti 1972). ”Start i Luleå: Varm och glad fars inleder teaterhösten”. Dagens Nyheter:  s. 16. https://arkivet.dn.se/tidning/1972-08-31/11171-236/16. Läst 6 januari 2024.
6. ↑  Mauritz Edström (18 januari 1973). ”Lars Molins nya pjäs: Norrbotten går vidare med frän reportageteater”. Dagens Nyheter:  s. 18. https://arkivet.dn.se/tidning/1973-01-18/11171-16/18. Läst 6 januari 2024.
7. ↑  Bengt Jahnsson (21 februari 1974). ”Molins nya i Luleå: Det blir för mycket”. Dagens Nyheter:  s. 19. https://arkivet.dn.se/tidning/1974-02-21/11171-51/19. Läst 6 januari 2024.
8. ↑  Bengt Jahnsson (21 februari 1975). ”'Revyn': Allvarlig och rolig”. Dagens Nyheter:  s. 19. https://arkivet.dn.se/tidning/1975-02-21/11171-50/19. Läst 6 januari 2024.
9. ↑  Bengt Jahnsson (12 november 1976). ”'Den heliga familjen': Framgång i norr Inte Värnlunds enda pjäs”. Dagens Nyheter:  s. 24. https://arkivet.dn.se/tidning/1976-11-12/308/24. Läst 6 januari 2024.
10. ↑  Bengt Jahnsson (26 november 1977). ”'Hermelinerna': Teaterns pånyttfödelse”. Dagens Nyheter:  s. 22. https://arkivet.dn.se/tidning/1977-11-26/11172-321/22. Läst 6 januari 2024.
11. ↑  Bengt Jahnsson (6 mars 1983). ”Det eviga i Norrland”. Dagens Nyheter:  s. 18. https://arkivet.dn.se/tidning/1983-03-06/63/18. Läst 11 maj 2024.
12. ↑  Bengt Jahnsson (12 april 1984). ”'Tom Sawyer' och 'Tre systrar' i Norrbotten: Lekfullt äventyr och lyhörd lätthet”. Dagens Nyheter:  s. 20. https://arkivet.dn.se/tidning/1984-04-12/101/24. Läst 11 maj 2024.